# Círculo de Ansongo
Ansongo es una subdivisión administrativa (cercle o círculo) de la región de Gao, en Malí. En abril de 2009 tenía una población censada de 131 953 habitantes y estaba formada por las siguientes comunas o municipios, que se muestran igualmente con población de abril de 2009:
- Ansongo 30,091
- Bara 15,092
- Bourra 18,726
- Ouattagouna 30,263
- Talataye 14,023
- Tessit 13,766
- Tin-Hama 9,992[1]